# قسم بناجوي الشرقي الريفي (مقاطعة بناب)
قسم بناجوي الشرقي الريفي (بالفارسية: دهستان بناجوی شرقی) هي منطقة سكنية تقع في إيران في قسم. يقدر عدد سكانها بـ 12,179 نسمة .